# Galudra (Cimalaka)
Galudra is een bestuurslaag in het regentschap Sumedang van de provincie West-Java, Indonesië. Galudra telt 2995 inwoners (volkstelling 2010).